# Compatsch
Compatsch (così anche in tedesco), nota anche come Compaccio, è una frazione situata a 1.820 m.s.l.m. circa nel comune di Castelrotto. È sede della Croce rossa dell'alpe di Siusi ed anche di numerosi negozi e baite. Per collegarla al centro abitato ci sono una cabinovia in funzione e una strada. È meta estiva di molti turisti per il suo splendido clima e per il panorama del massiccio dello Sciliar.

## Geografia fisica
Compatsch è una località di montagna abbastanza isolata dal centro del comune di Castelrotto, ma che comunque forma un piccolo paesino come insieme di case, una chiesa e vari servizi.

### Territorio
Sorge all'ingresso dell'Alpe di Siusi ed è quasi completamente circondato da montagne. Unico rilievo abbastanza rilevante dal punto di vista sciistico è il monte Bullaccia, su cui sono presenti impianti a fune e ski area.

### Clima
La frazione si trova in zona F, con 4108 GG.

## Monumenti e luoghi d'interesse

### Architetture religiose
- Chiesa di San Francesco, chiesa moderna tra gli impianti sciistici[6]

### Aree Naturali
- Alpe di Siusi
- monte Bullaccia

## Società

### Abitanti
Gli ultimi dati disponibili riguardanti la popolazione di Compatsch risalgono al 2001, quando erano segnalate 30 persone residenti.
Gli abitanti di Castelrotto erano 6899 nel 2017, la cui maggioranza di lingua tedesca (80,94%) seguiti da quelli di lingua ladina (15,37%) e infine da quelli di lingua italiana (3,69%).

## Economia
L'economia di Compatsch è basata quasi unicamente sul turismo sciistico.

## Infrastrutture e trasporti

### Strade
Compatsch si trova proprio all'inizio della strada che attraversa l'Alpe di Siusi.

### Impianti a fune
A Compatsch o nei pressi ci sono ben 7 seggiovie e 2 skilift, rendendola una meta turistica sia per gli atleti praticanti Sci Alpino e Sci Nordico sia per quelli praticanti Snowboard.